# Göhrde (obszar wolny administracyjnie)
Göhrde – obszar wolny administracyjnie (gemeindefreies Gebiet) w Niemczech w kraju związkowym Dolna Saksonia, w powiecie Lüchow-Dannenberg. Teren jest niezamieszkany.